# كال لوثر
كال لوثر (بالإنجليزية: Cal Luther)‏ هو مدرب كرة سلة أمريكي، ولد في 23 أكتوبر 1930 في فالدوستا في الولايات المتحدة.

## روابط خارجية
- كال لوثر على موقع كلية كرة السلة في سبورتس رفرنس.كوم (الإنجليزية)
- كال لوثر على موقع كلية كرة السلة في سبورتس رفرنس.كوم (الإنجليزية)
- كال لوثر على موقع كلية كرة السلة في سبورتس رفرنس.كوم (الإنجليزية)